# 克羅地亞國家男子排球隊
克羅地亞國家男子排球隊是克羅地亞的國家男子排球隊。克羅地亞在1992年加盟國際排聯。克羅地亞在2002年首次參加世界排球錦標賽的比賽。他們在歐洲排球錦標賽的最好名次是第八名。